# دينيس موسكيتو
دينيس موسكيتو هو ممثل ألماني ولد في 22 يونيو 1977.

## روابط خارجية
- دينيس موسكيتو على موقع IMDb (الإنجليزية)
- دينيس موسكيتو على موقع روتن توميتوز (الإنجليزية)
- دينيس موسكيتو على موقع ألو سيني (الفرنسية)
- دينيس موسكيتو على موقع ميوزك برينز (الإنجليزية)
- دينيس موسكيتو على موقع أول موفي (الإنجليزية)
- دينيس موسكيتو على موقع قاعدة بيانات الأفلام السويدية (السويدية)
- دينيس موسكيتو على موقع ديسكوغز (الإنجليزية)
- دينيس موسكيتو على موقع قاعدة بيانات الفيلم (الإنجليزية)
- دينيس موسكيتو على موقع كينوبويسك (الروسية)